# Colostygia jurahelvetica
Colostygia jurahelvetica là một loài bướm đêm trong họ Geometridae.